# 八王子神社 (恵那市)
八王子神社（はちおうじじんじゃ）は、岐阜県恵那市明智町にある神社。岐阜県神社庁による金幣社。

## 祭神
天照大神の八人の王子が祀られている。
- 男神：天之忍穂耳命、天穂日命、天津彦根命、活津彦根命、熊野久須毘命
- 女神： 田心姫命、湍津姫命、市寸島比売命

## 祭事
10月初旬に例大祭が行われる。「宮本組」「若一組」「桔梗連」「子供組」「青年団」の5台の屋台が、明智町中心部を巡行した後に境内に集合する。

## 歴史
天暦3年（949年）に勧請され、当時の社領は2千石。鎌倉時代初期に明知遠山氏が統治を始めるまで、明知・高波・串原・浅谷などの諸村を治めていたと伝わる。
天正2年（1574年）、武田勝頼の東濃侵攻の際の明知城の戦いで、明知城主の遠山一行は、八王子神社と明知城への攻撃を、八王子神社禰宜の丹後を引き連れて防ごうとした。
丹後は強弓で敵兵5、6人を倒し、武田勢が怯むところを斬りかかり戦ったが、深手を負い山中に退き亡くなった。部下の禰宜24人も討死した。社殿は武田勢に焼討されて焼失した。
その後は小社のまま残されていたが、寛永14年（1637年）、明知陣屋の旗本（交代寄合）の遠山勘左衛門は、八王子神社に祈って世嗣を授かったことを喜んで、小杉村の内で50石を社領として寄進し同時に新しい社殿を造営した。
延宝4年（1676年）、旗本（交代寄合）四代の遠山伊次によって現在の社殿が造営された。建築費は米・麦・大豆を除き、金七百両を費やしたと伝わる。木材の大きなものは牛地から伐り出し明知まで搬送した。その延人数は、大工7,347人、木挽632人、葺師1,630人、絵師194人であった。

## 境内

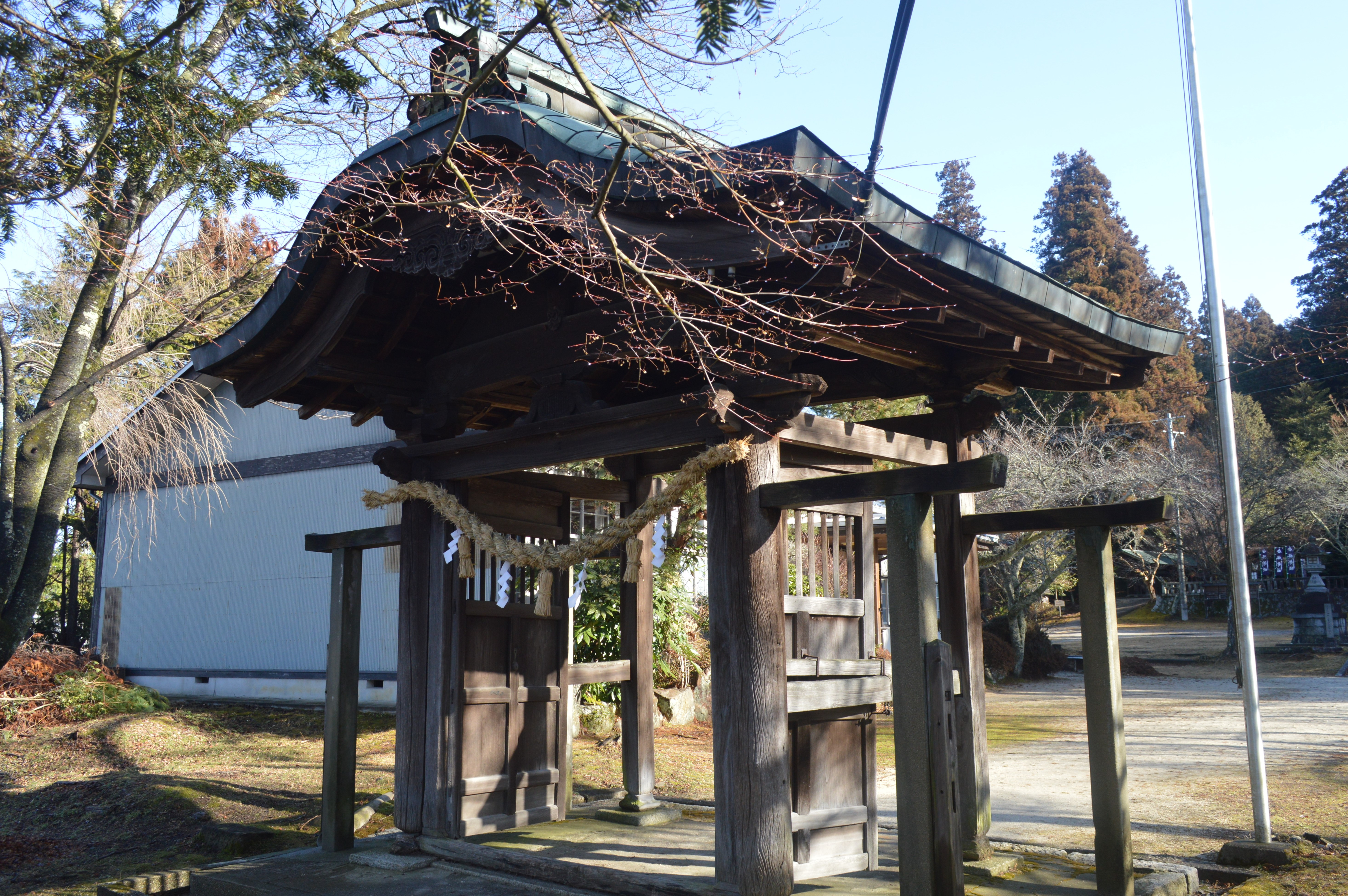
神門（岐阜県指定文化財）

境内には明智光秀が建立したと伝わる柿本人麻呂神社、光秀が手植えしたと伝わるカエデの木がある。

### 神門
白鷹城（明知城）の城門を移築したとされる。向唐門形式、銅板葺、江戸時代前期に建てられた格式の高い門として岐阜県指定文化財に指定されている。

### 社殿
本殿は三間社流造、銅板葺（元柿葺）、幣殿は両下造、桁行3間、梁間2間、拝殿は入母屋造、銅板葺（元柿葺）、桁行7間、梁間4間、本殿・幣殿・拝殿が一体的に構成されている権現造である。江戸時代初期の社殿建築の遺構として貴重とされ、1975年（昭和50年）に岐阜県指定有形文化財に指定された。社殿に掲げられている絵馬は、主に旗本の明知遠山氏四代の遠山伊次や、五代の遠山伊清、その家臣達が奉納したもので、その内、「遊鹿図」、「高砂図」、「神馬図」、「白鷹図」、「羅生門図」、「橋上合戦図」、「屋台見物図」の７面は大型で意匠に優れた貴重なものとして1974年（昭和49年）に岐阜県指定文化財に指定された。

## 末社
明知遠山氏の氏神的な地位にあり、領内の多くの神社を従えていた。末社に仕える禰宜は、八王子神社の神主の下知の下におかれていたばかりではなく、八王子神社の年内の神事や例祭などでは、それぞれの役を勤めていた。
延宝4年（1676年）に書かれた「八王子神社縁起」の「八王子神社の在々末社の覚」によると、以下20村の計26社の産土神が末社となっており、末社祭祀のために20数石が寄進されている。
- 八王子神社 - 岐阜県恵那市明智町杉野門野
- 八王子神社 - 岐阜県恵那市明智町吉良見
- 八幡神社 - 岐阜県恵那市明智町吉良見
- 八幡神社 - 岐阜県恵那市明智町杉野杉平長窪
- 熊野神社 - 岐阜県恵那市明智町野志
- 春日神社 - 岐阜県恵那市明智町大泉大舟
- 住吉神社 - 岐阜県恵那市明智町阿妻
- 陽宮(南宮神社） - 岐阜県恵那市明智町大田上田良子
- 天王神社 - 岐阜県恵那市山岡町上手向
- 貴布祢神社 - 岐阜県恵那市山岡町上手向黒羽根
- 八幡神社 - 岐阜県恵那市山岡町上手向黒羽根
- 白山比咩神社 - 岐阜県恵那市山岡町下手向
- 神明神社 - 岐阜県恵那市山岡町下手向
- 八幡神社 - 岐阜県恵那市山岡町釜屋
- 神明神社 - 岐阜県恵那市山岡町釜屋
- 折立観音 - 岐阜県恵那市山岡町釜屋
- 山王日枝神社 - 岐阜県恵那市山岡町久保原
- 天神社 - 岐阜県瑞浪市陶町猿爪
- 白山神社 - 岐阜県瑞浪市明世町戸狩
- 白山神社 - 岐阜県瑞浪市稲津町小里羽広
- 小里八幡神社 - 岐阜県瑞浪市稲津町小里
- 八王子神社 - 岐阜県土岐市曽木
- 八王子神社 - 愛知県豊田市浅谷町
- 八王子神社 - 愛知県豊田市下切町
- 山王(日吉)神社 - 愛知県豊田市須渕町
- 神明神社 - 愛知県豊田市下中町

## 指定文化財・天然記念物

### 岐阜県指定重要文化財
- 八王子神社社殿 (建築物)　延宝4年（1676）造営 昭和50年12月10日指定
- 板絵着色絵馬 （絵画） 江戸時代 昭和49年3月6日指定